# Übel Blatt
Übel Blatt (ユーベルブラット?, Yūberu Buratto, lett. "Spada malvagia") è un manga seinen creato da Etorouji Shiono ed è stato pubblicato dal dicembre 2004 sulla rivista Gangan YG, per poi spostarsi successivamente su Young Gangan dal 2004 al 2009 e su Monthly Big Gangan dal 2011 al marzo 2019; tutte le riviste sono edite da Square Enix. In Italia è stato distribuito dalla casa editrice Edizioni BD sotto l'etichetta J-Pop dal 30 settembre 2008 al 23 ottobre 2019. I vari capitoli sono stati raccolti in 24 volumi, di cui 23 regolari ed uno numerato come zero. Übel Blatt è tradotto anche in lingua francese e inglese, arrivando alla top 15 dei manga in Francia alla posizione 11 tra gennaio e febbraio 2008.
Un adattamento anime prodotto da Satelight e Staple Entertainment è stato trasmesso dall'11 gennaio al 29 marzo 2025.

## Trama
La storia di Übel Blatt si svolge in un'ambientazione di tipo medievale-fantasy. Essa segue i passi di Koinzell, apparentemente un semplice bambino di razza ibrida, dal sangue umano ed elfico, che si distingue per una cicatrice che gli sfregia l'occhio sinistro. In realtà egli è il "Blatt Meister" Ascheriit, alla ricerca di vendetta contro coloro che lo tradirono e lo uccisero, e che adesso sono considerati i Sette Eroi dell'impero.
Circa vent'anni prima dell'inizio della vicenda narrata nel manga, Ascheriit era un giovane spadaccino prodigioso la cui abilità gli avevano consentito di raggiungere l'ambito titolo di Blatt Meister. Le sue gesta lo misero in luce al punto da far sì che facesse parte del gruppo dei quattordici uomini scelti dal regnante dell'Impero del Szaalenden per la missione il cui fine era respingere un potente nemico invasore, Wischtech, noto per le sue potenti armi di distruzione e per gli oscuri sortilegi di cui si avvaleva.
I quattordici eroi, ciascuno dei quali armato di una lancia benedetta dall'imperatore, si addentrarono nei territori logorati dalla guerra, perdendo nel viaggio tre dei loro compagni. Infine giunsero al limitare di una foresta, dove sette dei restanti undici decisero di rinunciare alla missione, temendo per la propria vita. Nonostante ciò Ascheriit è tra quelli ancora determinati a non desistere, accettando i rischi mortali che il loro compito avrebbe comportato; addentratisi da soli nella foresta, riuscirono nell'impresa e tornarono vittoriosi.
Fu allora che i sette rimasti indietro tesero un'imboscata ai loro compagni e li massacrarono. Al loro ritorno raccontarono all'imperatore una menzogna, affermando di aver giustiziato Ascheriit e i suoi compagni in quanto traditori. In tal modo essi furono acclamati come salvatori del regno, e soprannominati i "Sette Eroi", mentre i quattro che furono uccisi divennero simbolo di tradimento e furono ribattezzati "Lance del Tradimento".
La storia racconta il viaggio di Ascheriit che, sopravvissuto al massacro, ha giurato di vendicarsi prendendo la testa ai suoi compagni traditori ora potenti, nobili e signori della guerra, immeritatamente acclamati dal popolo come eroi.

## Personaggi

### Protagonisti
Köinzell (ケインツェル?, Keintseru)
Doppiato da: Yūya Hirose (ed. giapponese), Mirko Cannella (ed. italiana)
Koinzell, identità assunta da Ascheriit, è uno dei guerrieri conosciuti come "lance del tradimento". Un tempo orfano e apprendista fabbro, venne ammesso alla scuola di scherma di Ms. Glea, dove si distinse fin da subito per l’innata abilità. Già al primo giorno riuscì quasi a padroneggiare la tecnica delle "Ali Nere", guadagnandosi rapidamente il titolo di Blatt Meister, riservato solo ai più grandi spadaccini. Scelto tra i quattordici giovani destinati a porre fine alla guerra contro Wischtech, Ascheriit portò a termine la missione. Tuttavia, fu poi tradito dai suoi compagni, i futuri "Sette Eroi", che lo massacrarono brutalmente. Sopravvisse per miracolo, rigenerandosi grazie alla carne di un elfo: da quell’evento, il suo corpo cambiò, assumendo tratti da ibrido umano-elfo, con un aspetto quasi infantile. Come Koinzell, è uno dei combattenti più forti della serie. Oltre a tecniche di spada avanzate, può evocare una massa di spade nere incatenate al polso destro. Trae potere dalle due lune gemelle del suo mondo, ma l’uso eccessivo lo indebolisce, facendolo apparire ancora più giovane. Dietro il suo atteggiamento freddo e spietato si cela una profonda lealtà: non esita a rischiare la vita per proteggere chi considera amico o alleato.
Ato (アト?, Ato)
Doppiata da: Yui Kanari (ed. giapponese), Chiara Fabiano (ed. italiana)
Ato, terza principessa del clan Kusharundo, è una giovane guerriera coraggiosa e determinata. Inizialmente combatteva al fianco del fratello Klato per difendere i confini del regno. Alla morte di lui, ucciso da Koinzell, giurò vendetta, ignorando che quel gesto fosse in realtà un atto di pietà: Klato era stato ormai devastato nel corpo e nella mente dagli esperimenti condotti su di lui dalla falsa Gusstav. Ancora inesperta e guidata dall’impulsività, Ato non riuscì a tener testa a un combattente esperto come Koinzell. Tuttavia, durante il lungo inseguimento, arrivò a comprenderne le ragioni e finì per rispettarlo. Col tempo divenne sua allieva e compagna inseparabile. Animata dal desiderio di dimostrarsi degna agli occhi del maestro, tende a lanciarsi in azioni rischiose. In uno scontro, fu gravemente ferita nel tentativo di proteggerlo. Il gesto colpì profondamente Koinzell, che le salvò la vita donandole il proprio sangue, trasformandola così in un'ibrida umano-fata. Oggi Ato viaggia al suo fianco, decisa a sostenerlo nella sua missione di vendetta.
Peepi (ピーピ?, Pīpi)
Doppiata da: Hina Tachibana (ed. giapponese), Sara Ciocca (ed. italiana)
Peepi è una bambina elfica, unica sopravvissuta del villaggio distrutto di Miruel-Mirael. Durante la fuga con altri profughi, fu catturata mentre tentava di attraversare illegalmente il confine dell’Impero. Rischiava la morte, ma fu salvata da Koinzell, che per proteggerla senza spargimenti di sangue si finse suo fratello. Fu in quel momento che la chiamò "Peepi", nome con cui è conosciuta da allora. All’apparenza fragile e facilmente impressionabile, Peepi è in realtà molto più forte di quanto sembri. Nei momenti critici sa dimostrare grande coraggio e forza d’animo. Grazie al suo sangue elfico, possiede una naturale affinità con la magia e ha già mostrato un talento promettente in quest’arte.
Gerampen (ゲランペン?, Gerampen)
Doppiato da: Kenichirou Matsuda (ed. giapponese), Dario Oppido (ed. italiana)
Gerapen è un uomo imponente dall’aspetto minaccioso, ma dal cuore gentile. Capitano dell'Armata dell’Ala Bianca sotto il comando di Schtemwölech, serve fedelmente un giovane di nome Pago, che considera come un fratello. Ingenuo e facilmente raggirabile, Gerapen aiuta Pago a radunare giovani donne rifugiate, convinto di starle accompagnando verso una nuova vita in un villaggio sicuro. In realtà, quelle ragazze vengono usate come cavie negli esperimenti mostruosi di Schtemwölech. Quando Gerapen scopre per caso i non-morti creati da Pago, ne è sconvolto. Inizialmente rifiuta di credere alla verità, ma quando assiste in prima persona agli orrori compiuti dal suo “fratello”, comprende di essere stato ingannato. Scosso e determinato, si allea con Koinzell per fermare Pago. Dopo la distruzione del covo di Schtemwölech, Gerapen viene creduto morto, ma riappare a Jullas-Abllas: è sopravvissuto grazie a un parassita proveniente proprio dal corpo di Pago. Ora parte integrante del gruppo di Koinzell, Gerapen combatte usando potenti braccia tentacolari generate dal parassita. Tuttavia, in alcuni momenti mostra strane reazioni femminili, forse effetto collaterale del fatto che le precedenti vittime del parassita fossero tutte donne.
Ikfes (イクフェス?, Ikufesu)
Doppiato da: Tomohiro Ōno (ed. giapponese), Matteo Arlotta (ed. italiana)
Ikfes è il secondogenito di Kfer, uno dei membri delle Quattro Lance del Tradimento. Destinato a ereditare le terre di famiglia, le regioni di Jber, vide il proprio destino stravolto ancora prima di nascere: suo padre fu ucciso dai cosiddetti Sette Eroi e marchiato come traditore. A seguito di quella condanna, la casata di Ikfes cadde nella miseria e nel disonore, costretta a vivere nascosta. Mosso dal senso di colpa per la morte di Kfer, Glenn prese il giovane Ikfes sotto la sua protezione, addestrandolo personalmente all’Accademia della Spada, con l’obiettivo di farne un futuro Blatt Meister, sotto l’occhio vigile della maestra Gurye. Ikfes, segnato dal dolore e dall’orgoglio ferito, non si considera più umano, ma solo uno schiavo fedele a Glenn, l’unico che lo abbia mai trattato con rispetto. Durante la missione di Koinzell contro i Sette Eroi – già noto all’impero come l’Uccisore di Eroi, dopo aver eliminato Schtemwolech e Berestar – Ikfes lo affronta in duello. Tuttavia, viene sconfitto quando Koinzell utilizza la leggendaria tecnica delle Ali Nere. Più avanti, Ikfes scopre la verità: Koinzell è in realtà Ascheriit, e fu proprio Glenn – assieme agli altri Eroi – il vero responsabile della morte di suo padre e della rovina della sua famiglia. Sconvolto e colmo d’odio, giura vendetta: obbedirà ai carnefici di Kfer solo per colpirli dall’interno, deciso a distruggerli uno a uno e riscattare l’onore perduto.
Elsaria Rahnclave (エルサリア・ラハンクレーブ?, Erusaria Rahankurēbu)
Doppiata da: Kaori Maeda (ed. giapponese), Marta Filippi (ed. italiana)
Figlia dell'elettore imperiale Aleczalt Rahnclave e di un cavaliere delle Sette Lance, la giovane donna incontra per la prima volta Koinzell nella città di Jullas Abllas. In quell'incontro, la sua visione di Koinzell, inizialmente visto come traditore e nemico dell'impero, cambia radicalmente, trasformandosi in qualcosa di più complesso. La famiglia Rahnclave è una delle dieci casate con il potere di eleggere il successore dell'imperatore. Si dice che la sua stirpe sia antica di più di 1000 anni e che sia specializzata nelle arti del combattimento. Forte di un profondo senso della giustizia, la ragazza si unì alle Sette Lance non per interesse personale, ma con l’intento di proteggere il popolo e l’impero, convinta che quella fosse la sua missione.

### I Tre Preziosi Defunti
Membri delle quattordici lance scelte dall'imperatore in persona per salvare l'impero, compagni e amici di Ascheriit. Sono i primi a perdere la vita durante il tragitto per permettere ai compagni restanti di proseguire la missione.
Ergnach (エルグナッハ?, Erugunahha)
Doppiato da: Kazuhiro Yamaji (ed. giapponese), Stefano Thermes (ed. italiana)
Ergnach fu il primo a perdere la vita durante il viaggio, sacrificandosi per generare un potente cerchio magico, dalle cui energie nacquero le Mille Lance di Pietra, creando un muro impenetrabile che separava l’impero dalle terre oscure. Il suo corpo si fuse con le mura, diventando il fulcro stesso della barriera. Attorno a lui venne eretto un tempio, dove il suo corpo pietrificato venne venerato come una reliquia sacra. Quando Ascheriit, tornato nell’impero sotto false sembianze, giunse al tempio, si trovò di fronte la salma di Ergnach, il suo vecchio compagno e amico. A lui, Ascheriit rivolge un pensiero di disprezzo per come il sacrificio di Ergnach fosse stato dimenticato, riducendolo a semplice "servo" dei Sette Eroi. Non poteva tollerare che il ricordo del suo amico fosse distorto in questo modo, considerando l’enorme sacrificio che aveva fatto per proteggere il popolo. Con voce colma di amarezza, Ascheriit raccontò la verità su ciò che accadde nella Foresta della Morte, dove i Sette Eroi avevano massacrato i loro stessi compagni. Rammentò che il più grande desiderio di Ergnach era che tutti loro rimanessero sempre uniti, amici e compagni, pronti a vivere insieme nuove avventure e a difendere l’impero, come avevano sempre sognato.
Ediem (エディーム?, Edīmu)
Compagno e amico di Ascheriit, era uno dei quattordici sacri lance scelti per la missione. La sua morte durante il viaggio lo consacrò come uno dei Tre Preziosi defunti. Le circostanze della sua morte rimangono misteriose, e poco si sa su ciò che gli accadde. In alcuni flashback di Ascheriit, appare solamente di spalle, simbolo della sua figura misteriosa e del legame che univa i due.
Lambard (ランバート?, Ranbāto)
Compagno e amico di Ascheriit, era uno dei quattordici sacri lance, scelto per la missione. La sua morte durante il viaggio lo rese uno dei Tre Preziosi defunti, ma le circostanze del suo decesso rimangono avvolte nel mistero. Non è chiaro cosa gli accadde, e la sua figura viene mostrata in alcuni flashback di Ascheriit, sempre di spalle, simbolo di una presenza che, pur essendo vicina, rimane incompleta e sfuggente.

### Le Quattro Lance del Tradimento
I quattordici sacri lance, scelti dall'imperatore per difendere l’impero dalle terre oscure di Wischtech, sono stati originariamente visti come gli eroi destinati a salvaguardare il regno. Tuttavia, secondo la versione ufficiale della storia, questi lance tradirono l'imperatore e il popolo, schierandosi con il nemico, e furono infine sconfitti dai Sette Eroi, divenendo noti come le Lance del Tradimento. La verità, tuttavia, è ben diversa. Quando tre delle quattordici lance persero la vita, il gruppo si ridusse a undici. In quel momento, i sette futuri Eroi, preda della paura, rifiutarono di proseguire la missione e decisero di rimanere indietro. I quattro restanti, determinati a completare il loro compito, proseguirono da soli e riuscirono a portare a termine la missione. Tuttavia, al ritorno, i sette Eroi tendettero loro un’imboscata, massacrando i compagni e prendendosi la gloria e il riconoscimento per le loro azioni. I quattro lance sopravvissuti non furono in grado di reagire e furono sopraffatti e uccisi. Ritornati all’impero, i Sette Eroi accusarono i quattro di tradimento, infangando la loro fama e reputazione, bollando il loro sacrificio come un atto di diserzione. Glenn, uno dei Sette Eroi, pur essendo stato complice di quella tragedia, cercò di fare ammenda per il crimine commesso. Fece edificare al centro della sua regione quattro pilastri di pietra, in memoria delle quattro Lance del Tradimento, simbolo del sacrificio di quei compagni caduti e della verità che fu distorta dalla storia ufficiale.
Ascheriit (アシェリート?, Asherīto)
Ascheriit era il più giovane delle Quattordici Sacre Lance scelte dall’imperatore per difendere il regno. Fin da piccolo, mostrò una straordinaria abilità nell'arte della spada, apprendendo rapidamente tutte le tecniche di scherma. In breve tempo, divenne uno dei più grandi spadaccini dell’impero, guadagnandosi il titolo di Blatt Meister. Nonostante la sua maestria, Ascheriit fu tradito e brutalmente massacrato dai Sette Eroi nella Foresta della Morte, dove lo gettarono giù da una rupe. Le sue condizioni erano disperate, ma, contro ogni aspettativa, riuscì miracolosamente a sopravvivere. In un istinto di sopravvivenza, divorò un elfo che incontrò nel bosco. Questo atto gli permise di rigenerarsi, ma con conseguenze sorprendenti: il suo corpo assunse fattezze elfiche e acquisì poteri misteriosi. Dopo quindici anni di sofferenza e ricerca, Ascheriit riuscì finalmente a tornare nelle terre imperiali, portando con sé una rabbia implacabile. Giurò vendetta contro i Sette Eroi e si impegnò a ucciderli uno per uno, determinato a non lasciare che nulla gli impedisse di portare a termine il suo obiettivo.
Kfer (クファー?, Kufā)
Kfer era il più grosso e robusto tra le Quattordici Sacre Lance. La sua famiglia governava e amministrava le fertili terre di Jber, un vasto territorio che si trovava sotto la sua protezione. Tuttavia, dopo essere stato tradito e ucciso dai Sette Eroi, Kfer venne bollato come traditore, e le sue terre caddero nel caos. La sua famiglia, ormai distrutta dal disonore, fu ridotta alla miseria e alla povertà. Quando Ikfes, il figlio di Kfer, era ancora poco più che un bambino, Glenn lo accolse sotto la sua ala. Mosso dal rimorso per aver ucciso il padre, Glenn decise di addestrare il giovane Ikfes, preparandolo a diventare un guerriero, con l'intento di trasformarlo nel successore di Bleit Master, un titolo che sarebbe potuto redimere la famiglia e restituire onore alla sua casata.
Krentel (クレンテル?, Kurenteru)
Membro femminile delle Quattordici Sacre Lance scelte dall'imperatore, poco si sa di lei. Nonostante la sua giovane età, mostrò fin da subito delle doti magiche straordinarie, riuscendo a proteggere i suoi compagni durante il lungo viaggio, fino ad arrivare alla Foresta della Morte. Tuttavia, al ritorno dalla missione, fu tradita e uccisa dai Sette Eroi, che, dopo aver compiuto il loro crimine, si presero la gloria e la fama per sé, lasciando il suo sacrificio nell'ombra.
Güsstav (ギュスタフ?, Gyusutafu)
Secondo membro femminile delle Quattordici Sacre Lance dell'imperatore, accanto a Krentel, la sua pelle olivastra e i tratti fisici distintamente elfico lasciano intendere che probabilmente non fosse del tutto umana. Possedeva un fisico particolarmente attraente, ma ciò che la distingueva davvero era la sua straordinaria abilità nell'utilizzo della spada. Nonostante il suo aspetto affascinante, era una guerriera formidabile. Durante il ritorno dalla missione, però, venne tradita e brutalmente massacrata dai Sette Eroi.

### I Sette Eroi
Un tempo, quattordici guerrieri furono scelti personalmente dall'imperatore per una missione vitale: salvare il popolo dalle terre oscure di Wischtech. L'imperatore conferì loro delle lance magiche, simbolo del loro incarico, e li chiamò Le Sacre Lance. Durante il viaggio, tre di loro morirono, diventando i Preziosi Defunti. Quattro si ribellarono, alleandosi con il nemico, e vennero abbattuti, guadagnandosi il titolo di Lance del Tradimento. Alla fine della sua vendetta, Ascheriit eresse delle lapidi in memoria dei suoi compagni, riunendoli finalmente. Prossimo a partire per una nuova avventura, gli spiriti di tutti i suoi compagni, tornati giovani, apparvero, inclusi i Sette Eroi, ora liberi dalla malvagità che li aveva consumati.
Schtemwolech (シュテムヴェレヒ?, Shutemuverehi)
Doppiato da: Taiten Kusunoki (ed. giapponese), Daniele Raffaeli (ed. italiana)
Schtemwolech era un tempo un bandito, ma fu scelto dall'imperatore per la missione di salvataggio dell'impero. Insieme ad Ascheriit e agli altri, partì per la missione, ma arrivato alla Foresta della Morte, la paura lo fece indebolire. Rimase indietro con gli altri sei, lasciando Ascheriit a completare la missione da solo. Corrotto dalla fama, dalle ricchezze e dal potere che avrebbe ottenuto, Schtemwolech tradì i suoi compagni e amici, trucidandoli al ritorno dalla missione, dopo che Ascheriit aveva già portato a termine il suo compito. Schtemwolech, dopo aver tradito i suoi compagni, mozzò il braccio destro di Ascheriit prima che gli altri sei lo finissero. Divenuto uno dei Sette Eroi, al ritorno nell'impero, venne nominato conte regionale di Mollan. Con il suo nuovo potere, mantenne un equilibrio di pace nelle sue terre per venti anni, gestendo le continue faide tra le famiglie nobili. Successivamente, fondò un tempio di monaci guerrieri nella zona di confine dell'impero, vicino a Ergnach, uno dei Tre Preziosi Defunti. Ergnach, durante il suo sacrificio, aveva evocato con la magia il muro delle Mille Lance di Pietra, che separava l'impero dalle Terre Oscure.
Barestar (バレスター?, Baresutā)
Doppiato da: Naoya Uchida (ed. giapponese), Emiliano Reggente (ed. italiana)
Barestar era il secondo dei Sette Eroi a soccombere alla vendetta di Ascheriit. Prima di entrare tra le Quattordici Sacre Lance scelte dall'imperatore, era il figlio di un mercante che commerciava con l'esercito. Tuttavia, il padre non gli dava molta considerazione, ritenendolo incapace negli affari e considerandolo come "l'ultima ruota del carro" della famiglia. Durante il viaggio con Ascheriit, Barestar si rese conto della straordinaria determinazione e volontà del suo compagno, qualità che lui stesso non possedeva. Come gli altri, ebbe paura di proseguire e, alla Foresta della Morte, rimase indietro con gli altri sei. Al ritorno dalla missione, tradì i suoi compagni, attaccando Ascheriit con una lancia da lontano, per poi finirlo brutalmente insieme agli altri, prendendosi il merito della missione completata.
Glenn (グレン?, Guren)
Doppiato da: Kazuhiko Inoue (ed. giapponese), Claudio Marsicola (ed. italiana)
Glenn, figlio diretto dell'imperatore, fu scelto per entrare tra le Quattordici Sacre Lance destinate a salvare l'impero dalle terre oscure. Giunto esausto alla Foresta della Morte, si rifiutò di continuare la missione per la paura, rimanendo indietro insieme agli altri: Schtemwolech, Lebelond, Ischudine, Gullengurv, Nigrenfeld e Barestar, mentre Ascheriit e gli altri tre compagni proseguirono per concludere la missione. In preda alla gelosia e all'invidia, Glenn convinse gli altri a tradire i compagni che avevano completato la missione, decidendo di ucciderli al ritorno. Durante il massacro, Glenn cavò l'occhio sinistro di Ascheriit. Al ritorno all'impero, come uno dei Sette Eroi, Glenn fu nominato conte. Tuttavia, consapevole della gravità del crimine che aveva commesso, decise di diventare il diretto garante dell'impero, nel tentativo di espiare il suo passato oscuro.
Lebelond (レベロント?, Reberonto)
Doppiato da: Yasuyuki Kase (ed. giapponese), Daniele Blandino (ed. italiana)
Lebelond, membro delle Quattordici Sacre Lance scelte dall'imperatore, fu compagno di Ascheriit durante la missione per salvare l'impero. Giunto alla Foresta della Morte, per la paura rifiutò di proseguire. Influenzato da Glenn e convinto dagli altri sei, tese un'imboscata ad Ascheriit, Gusstav, Kfer e Krentel, massacrandoli. Al ritorno, accusò i quattro di tradimento insieme agli altri e venne nominato conte della regione di Krohzen. Come uno dei Sette Eroi, Lebelond si rivelò un conquistatore brutale e crudele, trasmettendo tali metodi ai suoi dieci figli. Il quarto, Barand, a soli nove anni, fu incaricato di comandare delle truppe e arrivò a massacrare donne e bambini. Per intimidire le rivolte, impalò le teste dei ribelli su pali di legno, esponendole ai confini. Lebelond lodò il figlio, dicendo che avrebbe eguagliato i suoi fratelli maggiori.
Nigrenfeld (ニルゲンフェレト?, Nirugenfereto)
Membro delle Quattordici Sacre Lance scelte dall'imperatore, compagno di Ascheriit. Giunto alla Foresta della Morte, rifiutò di proseguire per paura. Influenzato da Glenn e dagli altri, tese un'imboscata ad Ascheriit e agli altri compagni, uccidendoli. Al ritorno, divenne conte e, dopo vent'anni, assistette alla distruzione delle Mille Lance di Pietra da parte di Koinzell. Preoccupato per il pericolo, partecipò alla convocazione dell'imperatore per fermare Koinzell, ammettendo che se Ascheriit fosse stato ancora vivo, il ribelle sarebbe stato fermato prima. Offrì il suo esercito a Glenn durante un combattimento.
Gullengurv (ギュレングルフ?, Gyurengurufu)
Membro delle Quattordici Sacre Lance scelte dall'imperatore, compagno di Ascheriit. Durante la missione, rifiutò di proseguire per paura, desiderando un titolo nobiliare. Come gli altri futuri eroi, tese un'imboscata ad Ascheriit e lo massacró insieme agli altri. Dopo il ritorno, divenne conte e uno dei Sette Eroi che portarono la pace nel regno. Assiste alla distruzione delle Mille Lance di Pietra.
Ishudien (イシューディーン?, Ishūdīn)
Capo Drago dell'impero e uno dei Sette Eroi. Le sue idee concordano con quelle di Glenn e cerca di usare il suo potere per rendere l'impero migliore. Forma un'alleanza con l'ordine delle Sette Lance contro Lebelont, riconoscendo che le sue azioni sono troppo pericolose per l'impero. A differenza degli altri eroi, non ha paura della Foresta della Morte e vede Glenn come il suo maestro.

### Altri personaggi
Lord Rozen (ロズン?, Rozun)
Doppiato da: Kenji Hamada (ed. giapponese), Gianluca Izzo (ed. italiana)
Membro dei Cavalieri delle Sette Lance, alle dirette dipendenze di Glenn. Preoccupato per una profezia, avverte l'imperatore e i Sette Eroi di un'imminente calamità. Incontra Koinzell e, vedendo le sue capacità, crede che sia l'eroe predetto dalla profezia. Dopo aver scoperto la verità sugli atti meschini dei sette eroi, è profondamente turbato.
Gurye (グーリェ?, Gūrye)
Maestra dell'Accademia delle Armi. Insegna la scherma ai giovani spadaccini e riconosce subito il talento di Ascheriit, che diventa il miglior spadaccino dell'accademia. Dopo averlo addestrato, Ascheriit riceve il titolo di Bleit Master, il più grande onore dato a uno spadaccino.
Wied (ヴィド?, Vido)
Doppiato da: Toshiki Masuda (ed. giapponese), Andrea Lavagnino (ed. italiana)
Contrabbandiere e conoscente di Altea, inizialmente aiuta Köinzell e Peepi a fuggire nell'impero dopo la distruzione della fortezza. Dopo aver salvato la principessa Sharen da Schtemwolech, decide di non seguire Köinzell ma promette di aiutarlo quando necessario.
Altea (アルテア?, Arutea)
Doppiata da: Hitomi Ueda (ed. giapponese), Perla Liberatori (ed. italiana)
Contrabbandiera della Lancia del Cielo e proprietaria di una taverna clandestina. Si affeziona a Köinzell e lo aiuta a fuggire utilizzando un tunnel segreto. Durante un incontro con un mostro Wischtech, supera il trauma della morte del suo amante e salva Peepi. In seguito, prende il comando di una forza di difesa durante l'assedio di Jullas Abllas. Dopo la morte di Barestar, decide di rimanere nella città per proteggerla, riconoscendo il valore della sua missione.

## Media

### Manga
Il manga è stato pubblicato dal dicembre 2004 sulla rivista Gangan YG, per poi spostarsi successivamente su Young Gangan dal 2004 al 2009. La serie è andata in pausa per due anni per poi riprendere la pubblicazione sul mensile Monthly Big Gangan dal 24 dicembre 2011 al 25 marzo 2019 dove si è conclusa. I vari capitoli sono stati raccolti in 24 volumi, di cui 23 regolari e uno numerato come zero.
Una storia spin-off intitolata Übel Blatt Gaiden è stata pubblicata su Young Gangan Big il 25 agosto 2011.
Il manga è stato distribuito in Italia da Edizioni BD sotto l'etichetta J-Pop dal 30 settembre 2008 al 23 ottobre 2019 mentre nel Nord America da Yen Press e in Francia da Ki-oon.
Un sequel intitolato Übel Blatt II: Shiseru ō no kishidan (ユーベルブラットII 死せる王の騎士団?, Yūberu Buratto II: Shiseru ō no kishidan, lett. "Spada malvagia II: I cavalieri del re morto") ha iniziato la serializzazione su Monthly Big Gangan il 24 febbraio 2024. I capitoli vengono raccolti in volumi tankōbon a partire dal 24 dicembre 2024. Al 25 marzo 2025 il numero totale ammonta a 2.

#### Volumi
| Übel Blatt (24 volumi)                           | |                        |                   |                        |
| 0                                                | 25 luglio 2005 | ISBN 978-4-7575-1479-9 | 30 settembre 2008 | ISBN 978-88-6123-260-0 |
| 0                                                | Capitoli - Kap 1. Schwarzes Schwert (La spada nera) - Kap 2. Der Blatt der Lüge (La lama della menzogna) - Kap 3. Der Preis von der Betrug (Il prezzo dell'inganno) - Episodio Extra. Blatt Meister (Il maestro di lama) - Episodio Extra. Blatt Meister seconda parte (Il maestro di lama)                                          |                        |                   |                        |
| 1                                                | 25 luglio 2005 | ISBN 978-4-7575-1480-5 | 29 ottobre 2008   | ISBN 978-88-6123-316-4 |
| 1                                                | Capitoli - Kap 4. Durch bruch (Sfondamento: I) - Kap 5. Durch bruch (Sfondamento: II) - Kap 6. Durch bruch (Sfondamento: III) - Kap 7. Durch bruch (Sfondamento: IV) - Kap 8. Durch bruch (Sfondamento: V) - Kap 9. Durch bruch (Sfondamento: VI) - Kap 10. Durch bruch (Sfondamento: VII) - Kap 11. Durch bruch (Sfondamento: VIII) |                        |                   |                        |
| 2                                                | 25 novembre 2005 | ISBN 978-4-7575-1575-8 | 30 novembre 2008  | ISBN 978-88-6123-281-5 |
| 3                                                | 25 marzo 2006 | ISBN 978-4-7575-1643-4 | 8 febbraio 2009   | ISBN 978-88-6123-375-1 |
| 4                                                | 25 settembre 2006 | ISBN 978-4-7575-1780-6 | 29 marzo 2009     | ISBN 978-88-6123-406-2 |
| 5                                                | 25 aprile 2007 | ISBN 978-4-7575-1970-1 | 30 aprile 2009    | ISBN 978-88-6123-442-0 |
| 6                                                | 25 ottobre 2007 | ISBN 978-4-7575-2121-6 | 5 luglio 2009     | ISBN 978-88-6123-442-0 |
| 7                                                | 25 marzo 2008 | ISBN 978-4-7575-2242-8 | 27 settembre 2009 | ISBN 978-88-6123-491-8 |
| 8                                                | 25 settembre 2008 | ISBN 978-4-7575-2386-9 | 20 dicembre 2009  | ISBN 978-88-6123-623-3 |
| 9                                                | 25 marzo 2009 | ISBN 978-4-7575-2514-6 | 18 aprile 2010    | ISBN 978-88-6123-769-8 |
| 10                                               | 25 settembre 2009 | ISBN 978-4-7575-2685-3 | 7 novembre 2010   | ISBN 978-88-6123-770-4 |
| 11                                               | 9 febbraio 2012 | ISBN 978-4-7575-3004-1 | 9 febbraio 2012   | ISBN 978-88-6634-212-0 |
| 12                                               | 25 settembre 2012 | ISBN 978-4-7575-3740-8 | 6 novembre 2013   | ISBN 978-88-6634-642-5 |
| 13                                               | 25 marzo 2013 | ISBN 978-4-7575-3910-5 | 5 luglio 2014     | ISBN 978-88-6634-957-0 |
| 14                                               | 25 ottobre 2013 | ISBN 978-4-7575-4100-9 | 2 maggio 2015     | ISBN 978-88-6883-259-9 |
| 15                                               | 25 aprile 2014 | ISBN 978-4-7575-4258-7 | 14 novembre 2015  | ISBN 978-88-6883-380-0 |
| 16                                               | 25 novembre 2014 | ISBN 978-4-7575-4478-9 | 27 febbraio 2016  | ISBN 978-88-6883-580-4 |
| 17                                               | 25 maggio 2015 | ISBN 978-4-7575-4648-6 | 27 luglio 2016    | ISBN 978-88-6883-734-1 |
| 18                                               | 25 maggio 2016 | ISBN 978-4-7575-4989-0 | 26 luglio 2017    | ISBN 978-88-3275-071-3 |
| 19                                               | 24 dicembre 2016 | ISBN 978-4-7575-5192-3 | 20 dicembre 2017  | ISBN 978-88-3275-269-4 |
| 20                                               | 25 luglio 2017 | ISBN 978-4-7575-5420-7 | 30 maggio 2018    | ISBN 978-88-3275-418-6 |
| 21                                               | 24 febbraio 2018 | ISBN 978-4-7575-5635-5 | 24 ottobre 2018   | ISBN 978-88-3275-634-0 |
| 22                                               | 25 settembre 2018 | ISBN 978-4-7575-5857-1 | 15 maggio 2019    | ISBN 978-88-3275-829-0 |
| 23                                               | 25 giugno 2019 | ISBN 978-4-7575-6171-7 | 23 ottobre 2019   | ISBN 978-88-349-0047-5 |
| Übel Blatt II: Shiseru ō no kishidan (2+ volumi) | |                        |                   |                        |
| 1                                                | 24 dicembre 2024 | ISBN 978-4-7575-9588-0 | —                 | —                      |
| 2                                                | 25 marzo 2025 | ISBN 978-4-7575-9772-3 | —                 | —                      |

### Anime
Il 22 febbraio 2024, Square Enix ha annunciato un adattamento anime del primo manga di Ubel Blatt. La serie è prodotta da Satelight e Staple Entertainment e diretta da Takashi Naoya, con Tatsuya Takahashi che supervisiona la sceneggiatura, Matsuo Asami che funge da assistente alla regia, Kiyoshi Tateishi che cura il character design e Shun Narita che compone la colonna sonora. La serie è stata trasmessa dall'11 gennaio al 29 marzo 2025 su Tokyo MX e altre reti. L'anime è stato trasmesso in streaming in tutto il mondo su Amazon Prime Video. Il doppiaggio italiano è stato pubblicato il 21 aprile 2025. La sigla di apertura, Zainin (罪人? lett. "Peccatore"), è cantata dai Garnidelia, mentre la sigla di chiusura, Stella, è cantata da Hina Tachibana.

#### Episodi
| Nº | Titolo italiano Giapponese 「Kanji」 - Rōmaji                                                                              | In onda          | In onda        |
| Nº | Titolo italiano Giapponese 「Kanji」 - Rōmaji                                                                              | Giapponese       | Italiano       |
| 1  | Durch Bruch (Sfondamento) 「Durch bruch《突破》」 - Durch bruch "Toppa"                                                    | 11 gennaio 2025  | 21 aprile 2025 |
| 2  | Unter Morgen Monde (Sotto lune mattutine) 「Unter Morgen Monde《残月の下で》」 - Unter Morgen Monde "Zangetsu no shita de" | 18 gennaio 2025  | 21 aprile 2025 |
| 3  | Langer Regen (Lunga pioggia) 「Langer Regen《長い雨》」 - Rangā Regen "Nagai ame"                                          | 25 gennaio 2025  | 21 aprile 2025 |
| 4  | Köinzell 「Köinzell《ケインツェル》」 - Köinzell "Keintsueru"                                                              | 1º febbraio 2025 | 21 aprile 2025 |
| 5  | Die Burg vom Helden (La fortezza dell'eroe) 「Die Burg vom Helden《英雄の城》」 - Die Burg vom Helden "Eiyū no shiro"      | 8 febbraio 2025  | 21 aprile 2025 |
| 6  | Stemwölech 「Schtemwölech《シュテムヴェレヒ》」 - Schtemwölech "Shutemuverehi"                                             | 15 febbraio 2025 | 21 aprile 2025 |
| 7  | Der leere Sarg (La bara vuota) 「Der leere Sarg《空の棺》」 - Der leere Sarg "Sora no hitsugi"                             | 22 febbraio 2025 | 21 aprile 2025 |
| 8  | Der Heldmörder (L'Assassino dell'Eroe) 「Der Heldmörder《英雄殺し》」 - Der Heldmörder "Eiyū goroshi"                      | 1º marzo 2025    | 21 aprile 2025 |
| 9  | Junge Blätter (Foglie nuove) 「Junge Blätter《若葉》」 - Junge Blätter "Wakaba"                                            | 8 marzo 2025     | 21 aprile 2025 |
| 10 | Gegenangriff (Contrattacco) 「Gegenangriff《反撃》」 - Gegenangriff "Hangeki"                                              | 15 marzo 2025    | 21 aprile 2025 |
| 11 | Gefühl zu… (Pensiero a…) 「Gefühl zu…《想いの先に》」 - Gefühl zu… "Omoi no saki ni"                                       | 22 marzo 2025    | 21 aprile 2025 |
| 12 | Neues Schwert (Nuova Spada) 「Neues Schwert《新たなる剣》」 - Neues Schwert "Aratanaru ken"                                | 29 marzo 2025    | 21 aprile 2025 |

## Accoglienza
Il dodicesimo volume della serie ha venduto 29 167 copie nella sua settimana di uscita, il tredicesimo ne ha vendute 28 574 e il diciassettesimo 22 358.
Rebecca Silverman di Anime News Network ha dato al primo volume omnibus in lingua inglese come valutazione una B, lodando la sua storia di vendetta. Ha trovato delle somiglianze tra il passato di Koinzell e Il conte di Montecristo e ha affermato che il cast di supporto porta i temi della disuguaglianza razziale e della corruzione politica. Tuttavia, Silverman ha considerato diversi "momenti sessuali scomodi", tra cui uno stupro, e ha definito gli sfondi generici.
In Francia, Übel Blatt è stato dei 15 manga più venduti nel 2008, posizionandosi all'11º posto della classifica settimanale tra gennaio e febbraio 2008. Inoltre, il manga è stato premiato con il Japan Expo Award 2008 nella categoria seinen.